# Янукевич, Алексей Антонович
Алексе́й Анто́нович Януке́вич (бел. Аляксе́й Анто́навіч Януке́віч; род. 30 июля 1976, Минск) — белорусский политик, председатель Партии БНФ с 2009 г. по 2017 г.

## Биография
В 1997 г. окончил Белорусский государственный экономический университет по специальности «управление внешнеэкономической деятельностью»; учился в аспирантуре БГЭУ (2003—2004). Работал преподавателем в Национальном государственном гуманитарном лицее имени Якуба Коласа (2002—2003), заместителем генерального директора туристической фирмы «Аркадия» (2004—2005).
С 1996 года член Партии БНФ, c 1999 г. — член сойма (руководящего органа) БНФ, с 2003 г. — заместитель председателя БНФ.
Во время президентских выборов 2006 года был доверенным лицом Александра Милинкевича.
В 2009 г. избран председателем Партии БНФ, сменив на этом посту Леонида Борщевского. В 2011 и 2014 годах был переизбран председателем Партии БНФ. 3 октября 2017 года оставил должность в связи с ограничением нахождения на ней не более двух сроков. 30 сентября 2017 года на XVIII съезде партии БНФ был избран заместителем председателя партии. В 2010 году возглавлял предвыборный штаб кандидата в Президенты Григория Костусёва. В 2011 и 2014-х годах избирался председателем партии.
Выдвигался кандидатом в депутаты на выборах в местные Советы Республики Беларусь в 2003 и 2007 году, кандидатом в депутаты Палаты представителей — в 2004, 2008 и 2016. Во время парламентских выборов 2012 года, снял свою кандидатуру решением XV съезда партии. Во время президентских выборов 2006 года являлся доверенным лицом кандидата в президенты Александра Милинкевича.
Владеет белорусским, польским, английским и немецким языками. По вероисповеданию католик.

## Награды и премии
- Люблю Беларусь[тарашк.] (2010)[3]